# Section plane

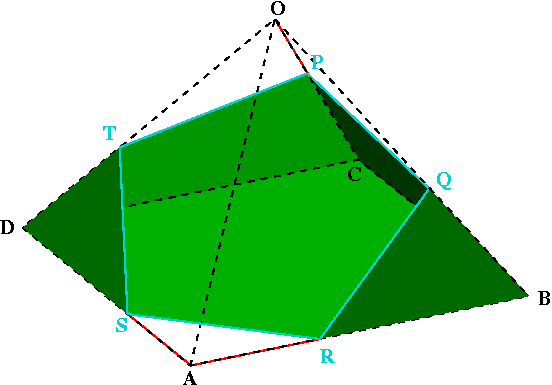
Coupe pentagonale de la pyramide régulière à base carrée

En géométrie, une section plane est l'intersection d'un solide ou d'une surface avec un plan.
Une conique est la section d'un cône avec un plan.
En éducation, l'étude des sections planes, conjuguée avec celle des patrons et, plus récemment, l'utilisation d'un logiciel de géométrie dynamique, permet de développer chez les élèves la perception de l'espace.